# 音楽美学
音楽美学（おんがくびがく、英: Aesthetics of music）とは音楽に関する美学である。美学は、美や感性、芸術に焦点を合わせた哲学の一分野であるため、音楽美学と音楽の哲学（Philosophy of Music）はおおよそ同じものである。
これらの領域では、「音楽とは何か」に始まり、音楽の特徴、感情とのかかわり、音楽の形式、作曲・演奏、音楽の理解などについて、その美的な面を中心に幅広い考察がなされている。
音楽批評を含め、あらゆる音楽学の研究分野の根底に音楽美学があり、重要な役割を果たしている。批評の立場にも立ちうる音楽学者に対しても、音楽美学に根ざした視点と問題意識への要求がある。

## 歴史
音楽に内在する美の追求は古くから行われており、古代ギリシアの学者であったピタゴラスは音楽を数理的に分析してその美を調和（ハルモニア）に求めていた。またプラトンも『国家論』において教育学的な見地から音楽には善悪の性格があり、その性格が聴者に影響するものと考えており、同時代を生きたアリストテレスも音楽の本質をその感性的な特性を認めて教育と遊戯の中間点に見出している。中世においては音楽はスコラ哲学の思想を背景として音楽を神の啓示へと人々の直感を導くと論じ、アウグスティヌスはユビルス論にて音楽の表現力が一部の言語的な表現力を超えていることを認めている。
やがてこのような音楽美学は教養人にとって必須の教養として音楽を確立し、18世紀のバロック後期において音楽の目的を情緒の表現または喚起だとする情緒説に繋がっていくこととなる。ロマン派の時代には音楽は大きく発達し、さまざまな芸術が音楽のようになろうと志向すらしていた。そしてエドゥアルト・ハンスリックは、音楽美は純粋な音の結合の中で存在するものであり、音楽にとって外部であるさまざまな概念は無関係であるとして、音楽の持つ独自的な性格を論じ、現代の自律的音楽美学に貢献している。
20世紀以降にはそれまでの形式主義が退けられ、ハインリッヒ・シェンカーやアウグスト・ハルム、メルスマンが音楽の本質を力性やエネルギーに還元しようと試みて新しい音楽美学の方向を打ち出した。また、アルノルト・シェーリングの私的象徴的解釈が注目されているほか、ゲーザ・レーヴェースも音楽心理学的立場から音楽美について考察している。